# Cyrenidae
Cyrenidae är en familj av musslor som beskrevs av Gray 1847. Cyrenidae ingår i ordningen Heterodonta, klassen musslor, fylumet blötdjur och riket djur.
Familjen innehåller bara släktet Corbicula.